# Ngazi Sport de Mirontsi
Ngazi Sport de Mirontsi – komoryjski klub piłkarski, mający siedzibę w mieście Mirontsi, grający w pierwszej lidze komoryjskiej.

## Sukcesy
- Puchar Komorów[1]:
  - zwycięstwo (1): 2017.

## Występy w afrykańskich pucharach
| Sezon     | Rozgrywki           | Runda   | Kraj      | Klub               | Dom | Wyjazd | Dwumecz |
| --------- | ------------------- | ------- | --------- | ------------------ | --- | ------ | ------- |
| 2018      | Puchar Konfederacji | wstępna | Mauritius | AS Port-Louis 2000 | 1–1 | 1–4    | 2–5     |
| 2020/2021 | Puchar Konfederacji | wstępna | Zambia    | NAPSA Stars FC     | 1–5 | 1–4    | 2–9     |

## Stadion
Domowe mecze klub rozgrywa na stadionie o nazwie Stade de Mirontsi w Mirontsi, który może pomieścić 1500 widzów.